# Luis Tróccoli
Luis Tróccoli (* 13. September 1921 in Montevideo; † 7. Mai 1993) war ein uruguayischer Politiker und Journalist.

## Leben
Troccoli gehörte der Partido Colorado und innerhalb dieser der Batllismo en Idea y Acción an. Er saß als stellvertretender Abgeordneter für das Departamento Montevideo vom 15. März 1948 bis 14. Februar 1951 in der Cámara de Representantes. In der 37. und 38. Legislaturperiode nahm er mit einigen zeitlichen Unterbrechungen zwischen 1955 und 1962 ein stellvertretendes Mandat im Senat wahr. Ab dem 14. Februar 1963 war er gewählter Senator der 39. Legislaturperiode. Seine Amtszeit endete am 14. Februar 1967. In diesem Zeitraum bekleidete er 1966 das Amt des Ersten Senatsvizepräsidenten. Auch war er als Minister für den Bereich des Rechnungshofs ("Tribunal de Cuentas") tätig und Vorsitzender des Finanz- und Haushaltsausschusses des Senats und der Abgeordnetenkammer. Überdies gehörte er über 20 Jahre lang dem Führungsgremium des uruguayischen Fußballverbandes, der Asociación Uruguaya de Fútbol, an und vertrat diesen als Repräsentant auf CONMEBOL- und FIFA-Kongressen. Weiterhin war er Präsident der Confederación Atlética del Uruguay (CAU).
Das Stadion des Fußballvereins Club Atlético Cerro, dessen Präsident er ebenfalls war, trägt seinen Namen, wie der von den Straßen Dr. Pedro Castellino, Cuzco und Copiapó eingefasste Plaza Luis Tróccoli in Montevideo.